# Carne de gato

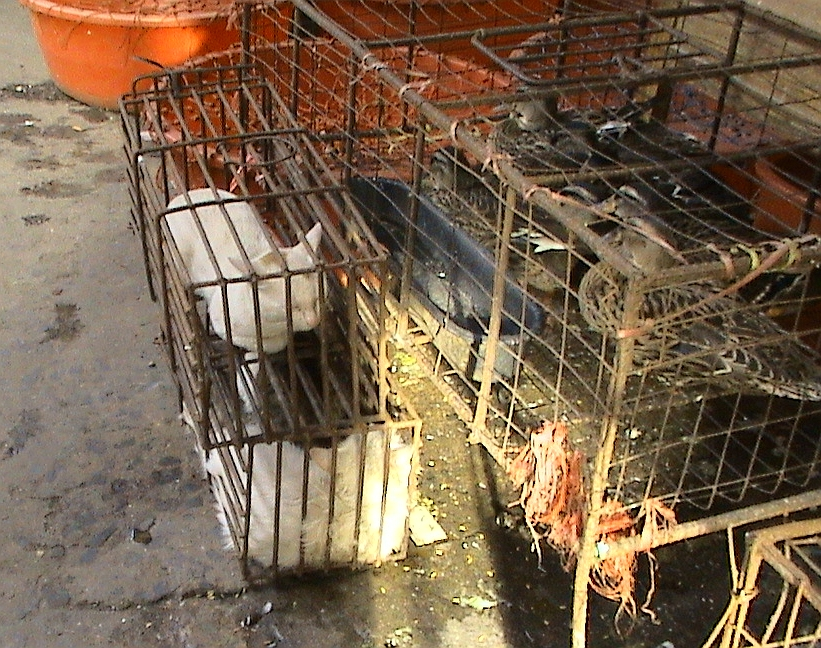
Gatos en venta para el consumo humano en un mercado de Asia.

La carne de gato es la carne obtenida de gatos para el consumo humano. En algunas culturas es considerado un alimento tabú.

## Carne de gato en Asia
Algunas culturas asiáticas han consumido carne de gato de forma esporádica como en China (Provincia de Guangdong) y en el norte de Vietnam, bien como alimento (son muy populares las albóndigas de gato) o como remedio medicinal, la carne de gato se cuece en Corea para elaborar un caldo tónico que según creencia popular es remedio contra la neuralgia y la artritis.

## Carne de gato en Europa
En el pasado la picaresca hacía de la similitud con el conejo o con la liebre que se sirviera en su lugar, este engaño medieval hizo que se volviera popular la expresión "dar gato por liebre".
La primera receta escrita de la que se tiene referencia es de mediados del XV. Ruperto de Nola -Cocinero mayor del rey Fernando- en su libro "Llibre del Coch" o "Libro de Guisados, manjares y potajes" incluye la receta de "Gato como se quiere comer". Si bien esta receta fue eliminada en ediciones posteriores, aún se conservan ejemplares de las ediciones de 1525 y 1529.
Tradicionalmente, en Europa, el gato se ha considerado como un alimento de gente pobre y clases bajas, dando lugar a expresiones como "pelagatos" para referirse a quien no tiene bienes.

## Carne de gato en América

### En Perú
El consumo de carne de gato fue introducido por los españoles durante la Conquista en el siglo XVI, práctica que a su vez provenía de distintas regiones de la Europa medieval. Ya en Perú, para el siglo XX se consumía gato en pocos y específicos lugares de Callao y de la ciudad de Lima, en platos como gato al horno o gato guisado.
En Perú se consume carne de gato en algunas localidades al norte y sur de Lima. Destacan las provincias de Pomabamba y Huari en el departamento de Ancash al norte de Lima, en donde es tradición extendida el comer gato (animal que en lengua quechua se traduce como "mishi") en muchos potajes que suelen utilizar cuy u otros animales, reemplazando dicha carne por la de gato. En los pueblos cercanos de la región de Conchucos se les llama "mishikankas" a los comensales (traducido como "comedores de gato").
En la ciudad de Huari los platos son variados, desde preparaciones simples hasta bufets a base de gato en restaurantes, fondas y hoteles, como por ejemplo: el chicharrón de gato, mishikanka asado, gatito al horno, mishi-broaster, gato al vino y puchero de gato. Usualmente el gato requiere una maceración previa de 24 horas para ablandar su carne y rinde un máximo aproximado de 20 porciones, dependiendo del plato. Esta gastronomía cobra especial relevancia cada mes de julio durante el Festival del Mishi-Rock cuando los platos de gato son el atractivo principal.
Asimismo en algunas localidades de Ica (particularmente El Carmen) se preparan guisos de carne de gato, siendo el principal el seco de gato. 
En el departamento de Lima el caso más relevante es el de la comunidad afroperuana de Cañete (ciudad al sur de la capital), en donde se preparan platos como el gato al ajo, gato a la parrilla, escabeche de gato, gato en salsa de maní, gato en su jugo y la carapulcra de gato. Esto con ocasión de la festividad católica en honor a Santa Efigenia "Patrona y Protectora del Arte Negro Peruano" durante la celebración del Festival del Curruñau. La festividad se realiza cada 22 de septiembre, en la antigua hacienda La Quebrada, distrito de San Luis de Cañete.
Hay registro de esta práctica culinaria en Lima en canciones populares de los años 70 como "Mi Curruñao" (del compositor y músico Caitro Soto) y "¿Quién se comió mi gato?" (del decimista José "Cotopón" Contreras).
Si bien esta festividad católica se hizo oficial en 1995, tanto el culto como la costumbre gastronómica datan por lo menos del siglo XIX; la oficialidad de la fiesta solo la hizo visible a nivel nacional. A partir de 1995 es usual que en cada septiembre la prensa televisiva peruana (de Lima) haga reportajes sobre el tema tratándolo cada año de nuevo, oculto y distante, a pesar de que el festival gastronómico nunca se haya ocultado ni la costumbre descontinuado ni sea nueva.
Sin embargo durante el Festival Gastronómico del Curruñao algunos gatos eran usados en el evento del "correteo de gato" (carrera forzada de gatos con cohetecillos amarrados a una soguilla a su cola). Por causa del "correteo", en 2013 a pedido de organizaciones animalistas de Lima (Acción Antiespecista y UPA-Unidos por los Animales) y marchas de amantes de las mascotas en la capital del país, es que la Comisión de Derecho de los Animales del CAL presentó una acción de amparo aprobada inmediatamente en el Juzgado provincial de Cañete el 8 de octubre de 2013, fecha a partir de la cual se prohibió el Festival del Curruñao por completo, además de todos los criaderos de gatos de Cañete y el consumo de su carne en esta ciudad en cualquier época del año, por ser un animal domesticado.
 
Desde entonces, y solo para el caso específico de Cañete, esta gastronomía ha pasado a la clandestinidad por temor a la condena social y legal de grupos diversos venidos desde Lima. Tras el fallo continúa la polémica de si la decisión es un exceso, un abuso desde Lima, o si una jueza puede pretender dictaminar qué se puede o no comer, siendo que bajo este antecedente lo mismo podría prohibir con las vacas, cuyes, alpacas, pollos, venados o cualquier otra carne de animal.

En esta nueva etapa de gastronomía clandestina (para Cañete) el ahora ilegalizado festival ha sido rebautizado como "Miaustura", y ha concitado la atención de la prensa internacional, del turismo gastronómico extranjero.  La preparación se ha tenido que innovar de cara a la nueva demanda, en platos como el gato en pasta al vino o el gato light.

### En Argentina
En 1996, durante la segunda presidencia de Carlos Menem, se documentó la faena de gatos en frente de menores de edad en una villa de emergencia de la ciudad de Rosario. Los entrevistados afirmaron que dada su situación económica "no es degradante el comer carne de gato si con eso se llena el estómago de un niño", captado por Telefe Noticias.
El intendente de Rosario de aquel entonces, Hermes Binner, acusó a las cadenas de televisión de haber montando tal representación para desacreditar a la ciudad. Asimismo, años después, la validez de dicho informes periodísticos fue puesta en entredicho. A la fecha no se han hecho públicas pruebas de que se hubiese cometido fraude periodístico o confesión de los supuestos responsables del mismo.[cita requerida] Por otra parte, la concejala Josefa Villalba, que comunicó la noticia en los medios, continúa afirmando en la actualidad que el episodio fue real y no aislado, sino que por el contrario se había convertido en una práctica extendida en las villas miseria del conurbano rosarino.
Durante la crisis argentina de 2001 se documentaron en televisión casos de personas que se vieron obligadas a comer estos animales[cita requerida]. En el municipio de Quilmes, cercano a Buenos Aires, la crisis económica habría obligado a sus ciudadanos a alimentarse de ratas, sapos, gatos y caballos, al no poder comprar carne de vacuno. Algunos padres de alumnos han contado cómo faenan los caballos, cuya carne se vende para hacer milanesas.